# Aleksandr Jerokhin
Aleksandr Jurjevitj Jerokhin (russisk: Александр Юрьевич Ерохин, tr. Aleksandr Jurjevitj Jerokhin; født 13. oktober 1989 i Barnaul, Sovjetunionen) er en russisk fodboldspiller (central midtbane). Han spiller for FC Zenit i den russiske liga. Han har tidligere repræsenteret blandt andet FC Rostov, FC Krasnodar, samt Sheriff Tiraspol i Moldova.

## Landshold
Jerokhin har (pr. juni 2018) spillet 17 kampe for Ruslands landshold, som han debuterede for 31. august 2016 i en venskabskamp mod Tyrkiet. Han var en del af det russiske hold til både Confederations Cup 2017 og VM 2018, begge på hjemmebane.